# Caprimulgus enarratus
Caprimulgus enarratus é uma espécie de ave da família Caprimulgidae.
É endémica de Madagáscar.
Os seus habitats naturais são: florestas subtropicais ou tropicais húmidas de baixa altitude e florestas de mangal tropicais ou subtropicais.